# Tulburare hiperchinetică cu deficit de atenție
Tulburarea hiperactivă cu deficit de atenție (ADHD) este o tulburare mintală de tip neurologic. Se caracterizează prin dificultăți în a fi atent, activitate excesivă și moduri de comportament fără a se ține cont de consecințe care nu sunt specifice vârstei. Sunt de asemenea probleme cu reglarea emoțiilor. Simptomele apar înainte ca persoana să împlinească doisprezece ani, sunt prezente mai mult de șase luni și cauzează probleme în cel puțin două medii (precum școala, casa sau activitățile recreaționale). În cazul copiilor, problemele legate de atenție pot avea ca rezultat slabe performanțe școlare. În plus, există o asociere între ADHD, pe de o parte, și alte tulburări mintale și abuzul de substanțe.  Deși cauzează probleme, mai ales în societatea modernă, mulți oameni cu ADHD pot să aibă atenție constantă când e vorba de sarcini pe care le consideră interesante sau profitabile (fenomenul hiperfocus).
Deși este cea mai studiată și diagnosticată tulburare mintală în rândul copiilor și adolescenților, cauza exactă este necunoscută în majoritatea cazurilor. Afectează în jur de 5-7% din copii dacă sunt diagnosticați potrivit criteriului DSM-IV și 1–2% dacă sunt diagnosticați potrivit criteriului ICD-10. În 2015 s-a estimat că afectează în jur de 51.1 milioane la nivel global. Ratele sunt asemănătoare de la o țară la alta și depind în special de modul de diagnosticare.  Numărul băieților diagnosticați cu ADHD este de aproximativ două ori mai mare decât al fetelor, deși tulburarea este adesea trecută cu vederea când e vorba de fete întrucât simptomele lor diferă de cele ale băieților. În jur de 30–50% din populația diagnosticată în copilărie continuă să aibă simptome la maturitate și între 2–5% din adulți se află în această condiție. La adulți, poate avea loc mai degrabă o agitație interioară mai degrabă decât hiperactivitate.  Ei dezvoltă adesea abilități de a face față situației care aplanează o parte sau toate problemele legate de tulburare.  Condiția poate fi dificil de deosebit de alte condiții, precum și de distins de niveluri înalte de activitate care fac parte din gama de comportamente normative.
Recomandările de management ale ADHD-ului variază de la țară la țară și de obicei implică o combinație între consiliere, schimbări ale stilului de viață și medicație. Instrucțiunile britanice doar recomandă medicație ca tratament de primă linie pentru copiii cu simptome severe și medicație pentru cei cu simptome moderate care refuză sau eșuează să evolueze prin consiliere, deși pentru adulți medicația este tratament de primă linie. Îndrumările canadiene și americane recomandă ca medicația și terapia comportamentală să fie folosite împreună ca terapie de primă linie, cu excepția copiilor de vârstă preșcolară.  Terapia prin medicație stimulatoare nu este recomandată ca terapie de primă linie pentru copiii de vârstă preșcolară în ambele tipuri de instrucțiuni.  Tratamentul cu stimulanți este eficient doar pentru cel puțin 14 luni; în orice caz, efectul lor pe termen lung este neclar și sunt potențiale efecte adverse serioase. În România, medicația disponibilă include stimulante și non-stimulante care pot fi prescrise de la vârsta de 6 ani. Întotdeauna când este posibil, se recomandă asocierea cu psihoterapia. 
Literatura medicală a descris simptome similare celor ale ale ADHD începând cu secolul 18.  ADHD, diagnosticarea și tratamentul său au fost considerate controversate începând cu anii 1970. Controversele au implicat clinicieni, profesori, factori de decizie politică, părinți și mass-media. Printre subiecte sunt cauzele ADHD-ului și folosirea de medicație stimulativă în tratament. Cei mai mulți furnizori de servicii medicale acceptă ADHD ca o tulburare autentică printre copii și adulți, iar dezbaterea din comunitatea științifică se concentrează în principal pe cum este diagnosticată și tratată. Condiția a fost cunoscută oficial ca tulburare de deficit de atenție (ADD) din 1980 până în 1987, pe când înainte de aceasta a fost cunoscută ca reacție hiperkinetică a copilăriei.

## Semne și simptome
| Simptomele ADHD | Simptomele ADHD |
| Neatenție | Hiperactivitate-impulsivitate |
| --- | --- |
| - dificultăți în a fi foarte atent la detalii - probleme în a fi atent la sarcini - probleme în organizarea sarcinilor și activităților - pierde lucruri necesare pentru îndeplinirea sarcinilor - se manifestă uituc în activitățile zilnice - are o perioadă de atenție mai scurtă și este distras ușor - dificultăți cu lucrul structurat pentru școală - dificultăți în îndeplinirea sarcinilor care sunt plictisitoare sau consumă timp | - incapabil să stea locului - se fâțâite, se agită pe scaun - părăsește scaunul în situații nepotrivite - își asumă riscuri gândindu-se puțin la consecințe - „pe fugă” sau „condus de un motor” - vorbește mai mult decât alții - adesea răspunde rapid - are probleme în a-și aștepta rândul - întrerupe sau se bagă în conversații |

Neatenția, hiperactivitatea (neliniștea la adulți), comportamentul perturbativ și impulsivitatea sunt manifestări obișnuite ale ADHD. Dificultățile academice sunt frecvente după cum sunt și problemele cu relațiile.  Simptomele pot fi greu de definit, după cum este greu de tras o linie care să arate unde nivelurile normale de neatenție, hiperactivitate și impulsivitate se termină și încep nivelurile semnificative care necesită intervenții.
Potrivit celei de-a cincea ediții a Manualului de Diagnostic și Statistică al Tulburărilor Mintale (DSM-5), simptomele trebuie să fie prezente timp de șase luni sau mai mult la un grad mult mai mare decât îl au alții de aceeași vârstă și trebuie să cauzeze probleme semnificative de activitate în cel puțin două domenii (e.g., social, școală/serviciu sau casă).  Criteriile trebuie să fie întâlnite înainte de vârsta de doisprezece ani pentru a primi diagnosticul de ADHD. Sunt cerute mai mult de 5 simptome de neatenție sau hiperactivitate/impulsivitate pentru cei mai mici de 17 ani și mai mult de 4 pentru cei care au peste 16 ani. 

### Subtipuri
ADHD se împarte în trei subtipuri: predominant neatent (ADHD-PI sau ADHD-I), predominant hiperactiv-impulsiv (ADHD-PH or ADHD-HI) și tipul combinat (ADHD-C).
O persoană cu ADHD tipul neatent are cele mai multe sau toate dintre următoarele simptome, cu excepția situațiilor în care aceste simptome se explică mai bine prin alte condiții psihiatrice sau medicale:
- A fi ușor distras, a scăpa detaliile, a uita lucruri, a trece frecvent de la o activitate la alta
- A avea dificultăți în a se concentra pe o sarcină
- A deveni plictisit de o sarcină după câteva minute, dacă acțiunea respectivă nu este văzută drept agreabilă
- A avea dificultăți în a-și concentra atenția în organizarea sau îndeplinirea unei sarcini
- A avea probleme în a îndeplini sau începe temele pentru acasă, pierderea deasă a lucrurilor necesare pentru îndeplinirea sarcinilor sau activităților
- A da impresia că nu ascultă când I se vorbește
- Visare cu ochii deschiși, a deveni ușor confuz și a se mișca încet
- A avea dificultăți în procesarea informației la fel de rapid sau exact ca alții
- A se zbate să urmeze instrucțiunile
- A avea probleme în a înțelege detaliile; omite detaliile

O persoană cu ADHD tipul hiperactiv-impulsiv are cele mai multe sau toate din următoarele simptome, exceptând situațiile în care aceste simptome se explică mai bine prin alte condiții psihiatrice sau medicale:
- A se foi sau agita mult
- A vorbi nonstop
- A se mișca în jur, atingând sau jucându-se cu nimic sau cu totul la vedere
- A avea probleme în a sta locului în timpul mesei, școlii și facerii temelor
- A fi în mod constant în mișcare
- A avea dificultăți în efectuarea de sarcini sau activități liniștite
- A fi nerăbdător
- A lăsa să-i scape comentarii nepotrivite, a-și arăta emoțiile fără reținere și a acționa fără a se gândi la consecințe
- A avea dificultăți în a aștepta pentru a obține ceea ce dorește sau în a-și aștepta rândul la jocuri
- A întrerupe adesea conversațiile sau activitățile altora

Fetele cu ADHD tind să manifeste mai puține simptome de hiperactivitate și impulsivitate, dar mai multe simptome ce țin de neatenție și distragere.  Simptomele de hiperactivitate tind să dispară odată cu înaintarea în vârstă și se preschimbă în „neliniște interioară” la adolescenții și adulții cu ADHD.
Oamenii cu ADHD de toate vârstele sunt mai predispuși să aibă probleme cu abilitățile sociale, precum interacțiunea socială și facerea și păstrarea de prietenii. Aceasta e adevărat pentru toate subtipurile. În jur de jumătate din copiii și adolescenții cu ADHD experimentează respingere socială din partea celor de aceeași vârstă în comparație cu 10–15% din copiii și adolescenții non-ADHD. Oamenii cu deficit de atenție sunt înclinați să aibă dificultăți în procesarea limbajului verbal și non-verbal, ceea ce poate afecta negativ interacțiunea social. De asemenea, pot devia în timpul conversațiilor, le pot lipsi repere sociale și pot avea probleme în a învăța abilități sociale.
Dificultăți în controlarea furiei sunt mai obișnuite în rândul copiilor cu ADHD, aceștia pot avea probleme ce țin de scrisul de mână și au întârzieri în dezvoltare ce țin de vorbire, limbaj și mișcare.  Deși cauzează dificultăți semnificative, mulți copii cu ADHD au un răstimp de atenție egal sau mai bun decât al altor copii în privința unor sarcini și subiecte pe care le consideră interesante. 

### Tulburări asociate
La copii, ADHD se manifestă alături de alte tulburări în două treimi din cazuri.  Printre condițiile asociate sunt:
- Epilepsie[56]
- Sindromul Tourette[56]
- Tulburarea de spectru autist (ASD): această tulburare afectează abilitățile sociale, abilitatea de a comunica, comportamentul și interesele.[56]
- Tulburările de anxietate – s-a constatat că au loc mai des în rândul populației ADHD.[57]
- Tulburarea explozivă intermitentă[4]
- Tulburări de învățare – s-a constatat că au loc la în jur de 20–30% din copiii cu ADHD. Dizabilitățile de învățare pot ține de tulburările legate de dezvoltare vorbirii și a limbajului și de tulburările legate de abilitățile academice.[58] ADHD, în orice caz, nu este considerat o dizabilitate de învățare, dar foarte frecvent cauzează dificultăți academice.[58]
- Tulburarea obsesiv-compulsivă (TOC) poate să se co-manifeste cu ADHD și îi împărtășește multe din caracteristici.[59]
- Dizabilități intelectuale[4]
- Tulburarea reactivă de atașament[4]
- Tulburarea de utilizare a substanțelor. Adolescenții și adulții cu ADHD au un risc mai mare de abuz de substanțe..[21] Aceasta se observă cel mai bine când e vorba de alcool sau marijuana.[21] Motivul pentru aceasta ar putea fi o alterare a afecțiunii ce aduce mulțumire în creierele indivizilor cu ADHD.[21] Aceasta face evaluarea și tratamentul ADHD mai dificil, problemele serioase ce țin de abuzul de substanțe fiind tratate inițial din cauza riscurilor mai mari pe care le aduc. [60][61]
- Tulburările de somn și ADHD-ul de obicei co-există. Ele pot avea loc și ca efect advers al medicației utilizate pentru tratarea ADHD. La copiii cu ADHD, insomnia este cea mai obișnuită tulburare de somn în cazul în care terapia comportamentală este tratamentul ales.[62][63] Problemele cu inițierea somnului sunt obișnuite printre indivizii cu ADHD, dar adesea vor dormi profund și vor avea dificultăți semnificative în a se trezi dimineața. [64] Melatonina este uneori folosită la copiii care au început de insomnie.[65]
- Tulburarea de opoziție sfidătoare (ODD) și tulburarea de conduită (CD), care se co-manifestă cu ADHD-ul în aproximativ 50% și 20% din cazuri, respectiv.[66] Ei sunt caracterizați de comportamente antisociale precum încăpățânare, agresivitate, frecvente accese de furie, falsitate, minciună și furt.[59] În jur de jumătate din cei cu hiperactivitate și ODD sau CD dezvoltă tulburare de personalitate antisocială la maturitate.[67] Analizele creierului arată că tulburarea de conduită și ADHD sunt condiții separate. [68]
- Tulburare legată de vigilență, care e caracterizează prin atenție și concentrare slabă, precum și dificultăți în a sta treaz. Acești copii tind să se foiască, să caște și să se întindă și se manifestă hiperactiv pentru a rămâne atenți și activi.[69]
- Tempo cognitive lent (SCT) este un grup de simptome care e posibil să cuprindă o altă tulburare de atenție. Se poate manifesta la 30-50% din cazurile de ADHD, indiferent de subtip. [70]
- Tulburare de mișcare stereotipică[4]
- Tulburări de dispoziție (în special tulburarea bipolară și tulburarea depresivă majoră). Băieții diagnosticați cu subtipul ADHD combinat sunt mai înclinați să aibă o tulburare de dispoziție.[57] Adulții cu ADHD au uneori de asemenea tulburare bipolară, care necesită evaluare atentă pentru a fi diagnosticată exact și a trata ambele condiții. [71]
- Sindromul picioarelor neliniștite s-a constatat că este mai întâlnit în rândul celor cu ADHD și este cauzat adesea de anemie feriptivă.[72][73] În orice caz, picioarele neliniștite pot fi pur și simplu o parte a ADHD-ului și este nevoie de o apreciere atentă pentru a se face diferența între cele două tulburări.[74]
- Oamenii cu ADHD au un risc crescut de udare constantă a patului.[75]
- Potrivit unei analize sistematice din 2016, există o asociere bine recunoscută între ADHD și obezitate, astm și tulburări de personalitate și există semne de probă care asociază ADHD-ul cu celiachia și migrena,[76] pe când o altă analiză sistematică din 2016 n-a fost de acord că există o legătură clară între celiachie și ADHD.[77]

## Cauze
Cele mai multe cazuri de ADHD au cauze necunoscute. Se crede că sunt implicate interacțiuni dintre genetică, mediu și factori sociali. Anumite cazuri sunt asociate cu precedente infecții sau traume ale creierului.

### Genetică
Studiile făcute asupra gemenilor indică faptul că tulburarea este adesea moștenită de la unul din părinți, genetica determinând în jur de 75% din cazuri.  Frații copiilor cu ADHD sunt de trei până la patru ori mai predispuși să dezvolte tulburarea decât frații copiilor care nu au această tulburare.  Se crede că factorii genetici sunt implicați în a determina dacă ADHD persistă la maturitate. 
În mod tipic, un număr de gene sunt implicate, multe dintre care afectează direct neurotransmisia de dopamină. Printre cele care afectează dopamina sunt DAT, DRD4, DRD5, TAAR1, MAOA, COMT și DBH. Alte gene asociate cu ADHD sunt SERT, HTR1B, SNAP25, GRIN2A, ADRA2A, TPH2 și BDNF. Se estimează că o variantă standard a unei gene numite Latrophilin 3 este responsabilă pentru în jur de 9% din cazuri și când această variantă este prezentă, oamenii sunt mai simțitori la medicația stimulatoare. Gena DRD4–7R cauzează efecte inhibitoare crescute induse de dopamină și asociate cu ADHD. Receptorul DRD4 este un receptor cuplat cu proteina G care oprește adenilil-ciclaza. Mutația DRD4–7R rezultă într-o gamă largă de fenotipuri comportamentale, inclusiv simptomele ADHD care se manifestă prin sciziunea atenției.
Este posibil ca evoluția să fi jucat în rol în privința ratelor înalte de ADHD, mai ales în ce privește trăsăturile hiperactive și impulsive ale bărbaților.  Unii au emis ipoteza că unele femei pot fi mai atrase de bărbații care preferă riscurile, aceasta ducând la creșterea frecvenței genelor care predispun la hiperactivitate și impulsivitate în fondul genetic.  Alții au susținut că aceste trăsături ar putea fi o adaptare care îi ajută pe bărbați să facă față mediilor stresante sau periculoase prin, de exemplu, impulsivitate crescută și comportament explorativ. În anumite situații, trăsăturile ADHD pot fi foarte benefice pentru societate ca întreg în timp ce pot fi dăunătoare pentru individ. Ratele înalte și eterogenitatea ADHD ar fi putut crește capacitatea reproductivă și face bine societății adăugând diversitate la genofond deși este dăunător pentru individ. În anumite medii, unele trăsături ADHD ar fi putut oferi avantaje personale individului, precum răspunsuri mai rapide în fața prădătorilor sau abilități de vânat superioare.
Oamenii cu sindromul Down sunt mai predispuși să aibă ADHD.

### Mediul
Pe lângă genetică, anumiți factori de mediu ar putea juca un rol în apariția ADHD.  Consumul de alcool în perioada sarcinii poate cauza tulburări de spectru alcoolic fetal, care poate include ADHD sau simptome ale acestuia. Copiii expuși la anumite substanțe toxice, precum plumbul sau bifenilul policlorurat, pot dezvolta probleme care se aseamănă cu ADHD. Expunerea la insecticizii organofosfați clorpifos și posfat dialkil este asociată cu un risc crescut, însă nu există dovezi concludente în acest sens.  Expunerea la fumul de tutun în timpul sarcinii poate cauza probleme cu dezvoltarea sistemului nervos central și poate crește riscul de ADHD.
Nașterea prematură extremă, greutatea foarte mică la naștere și neglijarea extremă, abuzul sau deprivarea socială cresc de asemenea riscul, la fel și anumite infecții în timpul sarcinii, la naștere și în copilăria timpurie. Aceste infecții pot avea legătură cu diferiți viruși (rujeola, varicella zoster encefalita, rubeola, enterovirus 71). Există o asociere între uzul pe termen lung (dar nu și pe termen scurt) al paracetamolului în timpul nașterii și ADHD. Cel puțin 30% din copiii cu traume ale creierului dezvoltă mai târziu ADHD și aproximativ 5% din cazuri sunt cauzate de avarii ale creierului.
Unele studii sugerează că în cazul unui număr mic de copii, conservanții sau coloranții alimentari artificiali pot fi asociați cu răspândirea ADHD-ului sau a simptomelor asemănătoare ADHD-ului,  dar evidența în această privință este slabă și poate fi aplicată doar în cazul copiilor cu sensibilități la mâncare. Regatul Unit și Uniunea Europeană au impus măsuri regulatorii în legătură cu aceste preocupări. În cazul unei minorități de copii, intoleranța sau alergia la anumite mâncăruri pot înrăutăți simptomele de ADHD. 
Cercetările nu susțin credințele populare că ADHD e cauzat de consumul excesiv de zahăr rafinat, statul prea mult în fața televizorului, educația pe care o dau părinții, sărăcie sau haosul familial; în orice caz, acestea pot înrăutăți simptomele de ADHD la anumiți oameni. 
Corelația între adicția de telefoane mobile (smartphones) și impulsivitate este modestă (explică circa o șeptime din variație).

### Societatea
S-a constatat că cei mai mici copii dintr-o clasă sunt mai predispuși să fie diagnosticați cu ADHD, poate pentru că sunt ca dezvoltare a ființei în urma colegilor lor. Acest efect a fost observat în mai multe țări. De asemenea, aceștia folosesc medicație pentru ADHD de aproape de două ori mai mult decât rata celorlalți de aceeași vârstă. 
În unele cazuri, diagnosticul de ADHD poate oglindi o familie disfuncțională sau un sistem educațional slab, mai degrabă decât probleme cu înșiși indivizii.  În alte cazuri, se poate explica prin creșterea așteptărilor academice, diagnosticul fiind pentru părinții din anumite țări o metodă de a primi susținere extra financiară și educațională pentru copiii lor.  Comportamente tipice ADHD-ului au loc mai adesea în rândul copiilor care au experimentat violență sau abuz emoțional. 
Teoria constructului social al ADHD sugerează că întrucât limitele dintre comportamentul „normal” și cel „anormal” sunt ridicate socialmente, (i.e. create și validate în comun de toți membrii societății, și îndeosebi de medici, părinți, profesori și alții) sunt așadar urmate evaluări și judecăți subiective care să determine care criterii de diagnostic sunt folosite și, așadar, numărul de persoane afectate. Aceasta poate duce la situația în care DSM-IV prezintă niveluri de trei până la patru ori mai mari de ADHD decât cele prezentate de ICD-10. Thomas Szasz, un susținător al acestei teorii, a susținut că ADHD a fost „ ... inventat și apoi a primit un nume”.

## Patopsihologie
Actualele modele de ADHD sugerează că este asociat cu deteriorări funcționale în unele dintre sistemele neurotransmițătoare ale creierului, mai ales cele care implică dopamina și noradrenalina. Căile dopaminergice și ale noradrenalinei care își au originea în zona tegmentală ventral și locus coeruleus se lansează spre diverse regiuni ale creierului și guvernează o varietate de procese cognitive. Căile dopaminergice și căile nonadrenalinei care lansează hormonii respectivi către cortexul prefrontal și striatul sunt direct responsabile de ajustarea funcției executive (controlul cognitiv al comportamentului), motivației, percepției recompensei și funcției de mișcare; aceste căi se știe că joacă un rol central în patopsihologia ADHD-ului. Exemple mai largi de ADHD cu căi suplimentare au fost propuse. 

### Structura creierului

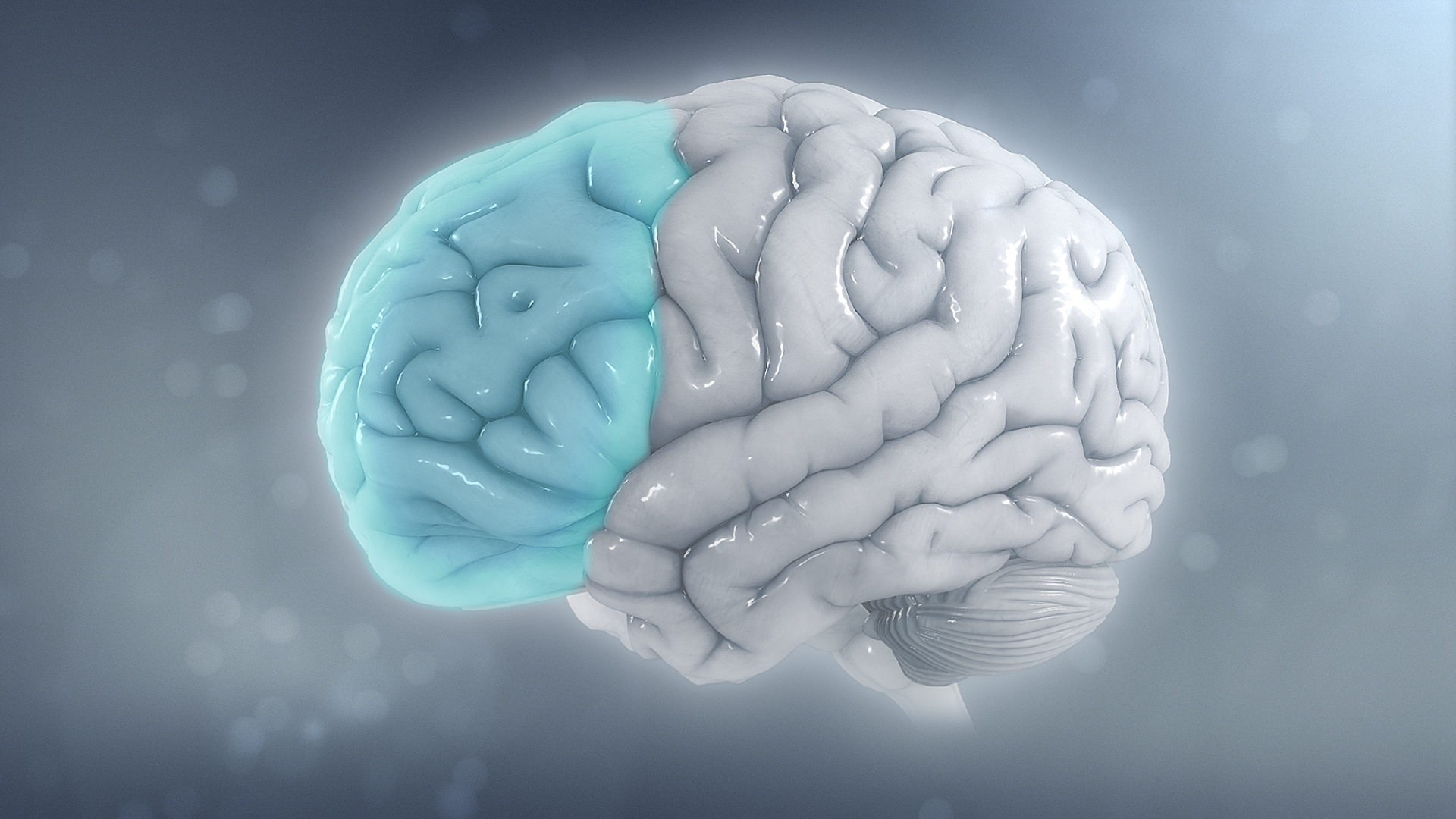
Cortexul prefrontal stâng este adesea afectat în caz de ADHD.

La copiii cu ADHD, există o reducere generală a volumului la anumite structuri ale creierului, cu scădere proporțională tot mai mare a volumului la cortexului prefrontal situat la stânga. Cortexul parietal posterior prezintă de asemenea o subțiere la indivizii cu ADHD. În privința altor structuri ale creierului din circuitele prefrontal-striatal-cerebelar și prefrontal-striatal-talamic s-a descoperit că există diferențe între oamenii care au și cei care n-au ADHD.
Conținuturile subcorticale ale accumbens, amigdala, caudat, hipocamp și putamen sunt mai mici la indivizii cu ADHD. Asimetriile inter-emisferice din sistemele organice cu substanță albă au fost de asemenea observate la tinerii cu ADHD, sugerând că perturbările din integrarea temporală pot fi puse în relație cu caracteristicile comportamentale ale ADHD.

### Căile neurotransmițătoare
Anterior se credea că numărul ridicat de transportatori de dopamină la oamenii cu ADHD este parte a patopsihologiei, dar se pare că numărul mare este cauzat de adaptarea la expunerea la stimulanți. Actualele modele implică calea dopaminergică mezocroticolimbică și sistemul noradrenergic-locus-coeruleus. Psihostimulanții ADHD au eficiență în tratament întrucât cresc activitatea de neurotransmisie în aceste sisteme. Pot fi anomalii suplimentare în căile serotoninergică, glutamatergică și colinergică.

### Motivația și funcția executivă
Simptomele de ADHD apar în urma unei deficiențe ale unor anumite funcții (e.g., controlul atenției, controlul inhibitor și memoria de lucru). Funcțiile executive sunt un set de procese cognitive care sunt necesare pentru a selecta și monitoriza cu succes comportamentele care facilitează realizarea scopurilor pe care și le-a pus cineva.  Deteriorările funcției executive care au loc la indivizii cu ADHD au ca rezultat probleme în a fi organizat, stăpânirea timpului, procrastinare excesivă, păstrarea concentrării, a fi atent, ignorarea lucrurilor care te distrag, reglarea emoțiilor și ținerea de minte a detaliilor. Oamenii cu ADHD se pare că au memorie pe termen lung intactă, iar problemele legate de amintirile pe termen lung sunt atribuite deteriorărilor din memoria de lucru. Criteriul pentru deficitul funcției executive este întâlnit la 30–50% din copiii și adolescenții cu ADHD. Un studiu a descoperit că 80% din indivizii cu ADHD au probleme cu cel puțin o sarcină cerută de la funcțiile executive, comparativ cu 50% pentru indivizii fără ADHD. Din cauza ratelor de maturizare a creierului și a sporirii cererilor de la funcțiile executive pe măsura ce persoana înaintează în vârstă, deteriorările ADHD pot să nu se manifeste pe deplin până în adolescență sau chiar maturitatea timpurie.
ADHD a fost de asemenea asociat cu deficite motivaționale la copii. Copiii cu ADHD adesea găsesc dificil să se concentreze pe obținerea unor recompense pe termen lung, dar nu și a celor pe termen scurt și manifestă comportament impulsive în ce privește recompensele pe termen scurt. 

## Diagnostic
ADHD este diagnosticat printr-o evaluare a dezvoltării comportamentale și mintale a copilului, fiind excluse efectele drogurilor, medicației și altor probleme medicale sau psihiatrice ca explicații ale simptomelor.  Adesea este luată în considerare părerea părinților și profesorilor, cele mai multe diagnostice fiind puse după ce profesorul manifestă preocupări în acest sens. Faptul că cineva are reacții la medicație nu confirmă, nici nu infirmă diagnosticul. Întrucât studiile imagistice ale creierului nu dau rezultate consistente, ele sunt utilizate numai în scopuri de cercetare, dar nu de diagnostic. 
În America de Nord, criteriile DSM-5 sunt utilizate pentru diagnostic, în timp ce țările europene folosesc de obicei ICD-10. Cu criteriile DSM-IV un diagnostic de ADHD este de 3-4 ori mai probabil decât în situația în care sunt utilizate criteriile ICD-10. Este clasificat ca tulburare psihiatrică de neurodezvoltare. În plus, este clasificată ca tulburare de comportament disruptiv alături de ODD, tulburarea de conduită și tulburarea de personalitate antisocială. Diagnosticul nu sugerează o tulburare neurologică.
Condițiile asociate care trebuie verificate sunt anxietatea, depresia, ODD; tulburarea de conduită și tulburările de învățare și limbaj. Alte condiții care trebuie luate în considerare sunt alte tulburări de neurodezvoltare, ticurile și apnea de somn.
Diagnosticarea ADHD-ului folosind encefalografia cantitativă (QEEG) este un domeniu de investigație în desfășurare, deși însemnătatea QEEG în ADHD este în prezent neclară. În Statele Unite, Food and Drug Administration a aprobat utilizarea QEEG pentru evaluarea ADHD-ului. Testul aprobat utilizează raportul al activității teta și beta EEG pentru dirijarea diagnosticului; oricum, cel puțin cinci studii au eșuat în a reproduce constatările.
Scalele auto-ratei, precum scala de rating ADHD și scala de rating de Vanderbilt ADHD sunt utilizate pentru ecranizarea și evaluarea ADHD-ului.

### Manualul de Diagnostic și Statistică
La fel ca în cazul multor alte tulburări psihiatrice, diagnosticul trebuie făcut de un profesionist calificat pe baza unui set de criterii. În Statele Unite, aceste criterii sunt definite de Asociația Psihiatrică Americană în DSM. Având la bază criteriile DSM, sunt trei sub-tipuri de ADHD:
1. tipul ADHD predominant neatent (ADHD-PI) prezintă simptome precum a fi ușor distras, uituc, visător cu ochii deschiși, dezorganizare, slabă concentrare și dificultăți în îndeplinirea sarcinilor.[8][4]
2. ADHD, tipul predominant hiperactiv-impulsiv prezintă simptome precum agitație și neliniște excesivă, hiperactivitate, dificultăți în a aștepta și a sta locului, comportament imatur; comportamente distructive de asemenea pot fi prezente.[8][4]
3. ADHD, tipul combinat este o combinație a primelor două subtipuri. [8][4]

Această subdiviziune are la bază prezența timp de cel puțin șase luni dintr-un termen de nouă a simptomelor de neatenție, hiperactivitate-impulsivitate sau a ambelor tipuri. Pentru a fi luate în considerare, simptomele trebuie să apară în perioada dintre vârsta de șase și doisprezece ani și să se manifeste în mai mult de un mediu (e.g. acasă și la școală sau la serviciu). Simptomele trebuie să fie nepotrivite pentru un copil de vârsta respectivă și trebuie să fie o dovadă clară că ele cauzează probleme legate de școală, lucru sau de ordin social.

### Clasificarea Internațională a Bolilor
În a zecea revizie a Clasificării statistice internaționale a bolilor și a problemelor de sănătate înrudite (ICD-10) a Organizației Mondiale a Sănătății, simptomele de „tulburare hiperkinetică” sunt analoage celor ale ADHD din DSM-5. Când o tulburare de conduită (după cum este definită de ICD-10) este prezentă, condiția mai este numită „tulburare de conduită hiperkinetică”. În caz contrar, tulburarea este clasificată ca „tulburare de activitate și atenție”, „alte tulburări hiperkinetice” sau „tulburări hiperkinetice, nespecificat”. Cele din urmă mai sunt numite uneori „sindrom hiperkinetic”.
În versiunea ICD-11 pusă în implementare, tulburarea este clasificată sub 6A05 (tulburare hiperactivă cu deficit de atenție), iar tulburarea hiperkinetică nu mai există.

### Adulți
Adulții cu ADHD sunt diagnosticați potrivit acelorași criterii, inclusiv a celui că semnele trebuie să fi apărut între vârstele de șase și doisprezece ani. A-i întreba pe părinți sau pe tutori despre cum persoana s-a comportat și dezvoltat ca copil poate constitui parte a evaluării; un istoric familial cu ADHD adaugă de asemenea greutate diagnosticului. În timp ce simptomele principale ale ADHD sunt similare la copii și adulți, ele adesea se manifestă la adulți în mod diferit față de copii; de exemplu, activitatea fizică excesivă văzută la copii se poate manifesta prin simțăminte de agitație și activitate mintală constantă la adulți.
Se estimează că între 2–5% din adulți au ADHD. În jur de 25–50% din copii continuă să experimentele simptomele ADHD-ului la maturitate, pe când restul experimentează mai puține simptome sau nici una. În prezent, cei mai mulți adulți rămân netratați.  Mulți adulți cu ADHD care nu se diagnostichează și nu se tratează au o viață dezorganizată și unii utilizează droguri neautorizate sau alcool ca metodă de a face față situației. Alte probleme pot consta în dificultăți legate de relații și serviciu și un risc crescut de activități criminale. Printre problemele de sănătate mintală asociată sunt: depresia, tulburarea de anxietate și dizabilități de învățare.
Unele simptome ale ADHD la adulți diferă de cele văzute la copii. În timp ce copiii cu ADHD se pot cățăra și alerga în exces, adulții pot experimenta o inabilitate în a se relaxa sau vorbesc excesiv în situații sociale. Adulții cu ADHD pot să înceapă relații în mod impulsiv, pot afișa comportament căutător de senzații și pot fi irascibili. Comportamente dependente precum abuzul de substanțe și jocurile de noroc sunt obișnuite. Criteriile DSM-V se preocupă în mod specific de adulți, spre deosebire de DSM-IV, care au fost criticate pe motiv că ar fi nepotrivite pentru adulți; aceasta i-ar putea face pe unii să pretindă că au devenit prea mari pentru diagnostic.

### Diagnostice distinctive
| Simptome de ADHD care sunt legate de alte tulburări | Simptome de ADHD care sunt legate de alte tulburări | Simptome de ADHD care sunt legate de alte tulburări | Simptome de ADHD care sunt legate de alte tulburări |
| Depresie | Tulburare de anxietate | Tulburare bipolară |                                                     |
| --- | --- | --- | --------------------------------------------------- |
| - simțăminte de disperare, stimă de sine scăzută sau nefericire - pierderea interesului pentru hobby-uri sau activități obișnuite - oboseală - probleme cu somnul - dificultăți în păstrarea atenției - schimbări în apetit - iritabilitate sau ostilitate - toleranță slabă la stres - gânduri legate de moarte - suferință inexplicabilă | - simțăminte constant de anxietate - iritabilitate - simțăminte ocazionale de panică sau frică - a fi hiperalertat - incapacitate de a fi atent - a deveni obosit ușor - slabă toleranță la stres - dificultăți în a menține atenția | în stare maniacală - fericire excesivă - hiperactivitate - gânduri rapide - agresivitate - gândire excesivă - deluzii de grandoare - nevoie scăzută de a dormi - comportament social neadecvat - dificultăți în păstrarea atenției în stare depresivă - aceleași simptome ca în secțiunea depresie |                                                     |

Simptomele ADHD-ului, precum dispoziția scăzută și slaba imagine de sine, oscilările de dispoziție și iritabilitatea, pot fi confundate cu distimia, ciclotimia sau tulburarea bipolară precum și cu tulburarea de personalitate borderline. Unele simptome care sunt cauzate de tulburări de anxietate, tulburare de personalitate antisocială, dizabilități de dezvoltare sau retardare mintală sau efecte ale abuzului de substanțe precum intoxicarea și retragerea pot coincide cu cele ale ADHD. Aceste tulburări se pot manifesta uneori alături de ADHD. Condiții medicale care pot cauza simptome de tip ADHD sunt: hipertiroidismul, tulburări epileptice, saturnism, deficiențe auditive, boala hepatică, apneea de somn, influența drogurilor, celiachia netratată și traumele la cap.
Tulburările de somn pot afecta atenția și comportamentul, iar simptomele ADHD-ului pot afecta somnul. Este așadar recomandat ca copiilor cu ADHD să le fie evaluate în mod regulat problemele de somn. Somnolența la copii poate duce la simptome de la cele clasice precum căscatul și frecarea ochilor la hiperactivitate și neatenție. Apneea obstructivă de somn poate de asemenea cauza simptome de tip ADHD. Tumori rare numite feocromocitomul și paragangliomas pot cauza simptome asemănătoare ADHD.

### Cercetarea biomarker
Analizele biomarkerilor ADHD susțin că nivelele expresia monoaminooxidazei din trombocite, noradrenalina urinară, MHPG urinar și feniletilamină diferă în mod consistent la indivizii ADHD de celelalte persoane. Aceste măsurători ar putea servi în mod potențial ca biomarkeri de diagnostic pentru ADHD, dar este nevoie de mai multă cercetare pentru a stabili utilitatea lor pentru diagnostic. Concentrările de feniletilamină în plasma sanguină și urină sunt mai mici la indivizii cu ADHD, iar drogurile cele mai prescrise în mod obișnuit pentru ADHD, amfetamina și metilfenidatul, cresc biosinteza de fenitelamină la indivizii cu ADHD care reacționează la tratament. Concentrațiile mai slabe de fenitelamină urinară sunt de asemenea asociate cu simptome de neatenție la indivizii cu ADHD. Electroencefalografia (EEG) nu este suficient de precisă pentru a se pune diagnosticul.

## Management
Management ADHD-ului implică consiliere sau medicație sau ambele. În timp ce tratamentul poate aduce rezultate pozitive, nu elimină în întregime efectele negative. Medicația utilizată include stimulanți, atomoxetină, agoniștii receptorului adrenergic alfa-2 și uneori antidepresivele. În privința celor care au probleme în a se concentra pe recompense pe termen lung, o cantitate mare de reîntărire pozitivă dezvoltă eficiența îndeplinirii sarcinilor. Stimulanții pentru ADHD dezvoltă de asemenea persistența și eficiența în îndeplinirea sarcinilor la copiii cu ADHD.

### Terapii comportamentale
Există semne bune favorabile terapiilor comportamentale în caz de ADHD și acestea sunt recomandate ca tratament de primă linie pentru cei care au simptome moderate sau sunt de vârstă preșcolară. Terapiile psihologice utilizate sunt: inițierea psihoeducațională, terapia comportamentală, terapia cognitiv comportamentală (TCC), terapia interpersonală, terapia personală, intervențiile ce au la bază școala, antrenamentul abilităților sociale, intervenția comportamentală între egali, antrenamentul în organizație, antrenamentul managementului parental, și neurofeedbackul. Antrenamentul parental poate ameliora un număr probleme comportamentale inclusiv comportamente sfidătoare și împotriva regulilor. Nu este clar dacă neurofeedbackul este util.
Există puține cercetări de mare calitate a eficienței terapiei de familie pentru ADHD, dar semnele care există arată că este similară grijii comunității și mai bună decât un placebo. Grupurile de susținere pentru ADHD pot furniza informații și pot ajuta familiile care se confruntă cu ADHD.
Antrenarea abilităților sociale, schimbarea comportamentală și medicația pot avea anumite efecte benefice limitate. Cel mai important factor în reducerea problemelor psihologice târzii, precum depresia majoră, criminalitatea, eșecul școlar și tulburările de abuz de substanțe este formarea de prietenii cu oameni care nu sunt implicați în activități delicvente.
Exercițiile fizice făcute regulat, mai ales exercițiul aerob, este un eficace tratament add-on pentru ADHD la copii și adulți, mai ales când este combinat cu medicație stimulantă, deși cea mai bună intensitate și tip de exercițiu aerob necesar pentru astfel de simptome nu sunt cunoscute în prezent. Mai ales, printre efectele pe termen lung ale exercițiului aerob la indivizii cu ADHD sunt mai bune abilități comportamentale și de mișcare, funcțiile executive dezvoltate (inclusive atenție, controlul inhibitor și planificarea, printre alte domenii cognitive),o viteză mai rapidă de procesare a informației și memorie mai bună. Ratele părinte-profesor ale efectelor comportamentale și socio-emoționale ale exercițiilor aerobe regulate sunt: activități generale mai bune, simptome ADHD reduse, stimă de sine mai mare, niveluri reduse de anxietate și depresie, mai puține boli somatice, comportament academic și de clasă mai bun și comportament social mai dezvoltat. Facerea de exerciții în timpul consumului de medicație stimulatoare sporește efectul medicației stimulatoare asupra funcției executive. Se crede că aceste efecte pe termen scurt ale exercițiilor sunt înlesnite de o abundență crescută a noradrenalinei și dopaminei sinaptice în creier.

### Medicație
Medicamentele stimulante sunt tratament farmaceutic la alegere. Au cel puțin un efect asupra simptomelor, pe termen scut, la aproximativ 80% din oameni Metilfenidatul pare să amelioreze simtpomele după cum mărturisesc profesorii și părinții. Stimulanții pot de asemenea reduce riscul de leziuni neintenționate la copiii cu ADHD.
Există un număr de medicamente non-stimulante, precum atomoxetina, bupopriona, guanfacina și clonidina, care pot fi utilizate ca alternative, sau adăugate la terapia stimulantă. Nu există studii bune care să compare diferitele tipuri de medicamente; în orice caz, par să fie mai mult sau mai puțin egale în privința efectelor adverse. Stimulanții par să dezvolte performanța academică, pe când atomexetina nu. Atomoxetina, din cauza lipsei înclinației spre creare de dependență, poate fi preferabilă pentru cei care au risc de uz de stimulanți în mod recreațional sau compulsiv. Evidența este slabă în privința efectelor medicației asupra comportamentelor sociale. La data de iunie 2015, efectele pe termen lung ale medicației pentru ADHD nu erau pe deplin evaluate. Studiile de imagistică prin rezonanță magnetică sugerează că tratamentul pe termen lung cu amfetamină și metilfenidat diminuează anomaliile din structura și funcția creierului găsite la subiecții cu ADHD. O analiză din 2018 a găsit cel mai mare beneficiu pe termen scurt în utilizarea metilfenidatului de către copii și a amfetaminei de către adulți.
Instrucțiunile cu privire la utilizarea medicației variază în funție de țară. National Institute for Health and Care Excellence din Regatul Unit recomandă utilizarea pentru copii doar în cazuri severe, deși pentru adulți medicația este un tratament de primă linie. În orice caz, cele mai multe instrucțiuni americane recomandă medicamentele pentru aproape toate grupele de vârstă. Medicamentele nu sunt recomandate pentru copiii preșcolari. Subdozajul de stimulanți poate avea loc și poate cauza lipsa reacției și eficienței. Acest lucru este obișnuit mai ales la adolescenți și adulți în situația în care doza aprobată este cea pentru preșcolari.
În România, medicația utilizată include două molecule: atomoxetina (sub formă de capsule și soluție orală) și metilfenidat. Utilizarea altor medicamente în tratamentul ADHD se realizează off-label.
În timp ce stimulanții și atomoxetina sunt de obicei sigure, există efecte adverse și contraindicații în legătură cu utilizarea acestora. Există o evidență de slabă calitate a asocierii dintre metilfenidat și efecte adverse serioase și mai puțin serioase ale utilizării acestora de către copii și adolescenți. Monitorizarea atentă a copiilor care iau această medicație este recomandată. Supradoza de stimulanți pentru ADHD este asociată în mod obișnuit cu simptome ca psihoza cauzată de stimulanți și mania. Deși sunt foarte rare, aceste evenimente par să aibă loc în urma dozelor terapeutice la aproximativ 0.1% din indivizi în timpul primelor câteva săptămâni după începutul terapiei cu amfetamină. S-a constat că administrarea unei medicații antipsihotice rezolvă eficient simptomele psihozei acute cauzată de amfetamină. Monitorizarea regulată este recomandată pentru cei cu tratament pe termen lung. Terapia stimulantă trebuie oprită periodic pentru a se evalua nevoia de medicație, a se reducere posibila întârziere a creșterii și a se reduce toleranța. Întebuințarea greșită pe termen lung a medicației stimulante la doze peste limita terapeutică pentru tratarea ADHD este asociată cu dependența. ADHD-ul netratat, în orice caz, este de asemenea asociat cu riscul crescut de tulburări de utilizare a substanțelor și tulburări de conduită. Utilizarea de stimulanți pare fie să reducă riscul, fie să nu aibă efect asupra lui. Este neclar dacă aceste medicamente sunt sigure în timpul sarcinii. Antipsihoticele pot fi de asemenea utilizate pentru tratarea agresivității în cazurile de ADHD.

### Dietă
Schimbările în regimul alimentar pot fi benefice pentru o mică proporție din copiii cu ADHD. O meta-analiză din 2013 a găsit că mai puțin de o treime din copiii cu ADHD prezintă o anumită ameliorare a simptomelor în urma adăugării de acizi grași sau diminuării de consum de mâncare artificială cu coloranți. Aceste beneficii se pot fi limitate la copiii cu sensibilități alimentare sau cei care sunt tratatați simultan cu medicamente pentru ADHD. Această analiză de asemenea a constatat că evidența nu susține eliminarea altor alimente din dietă pentru tratarea ADHD. O analiză din 2014 a găsit că dieta de eliminare duce la mici beneficii per ansamblu. O analiză din 2015 a susținut că utilizarea dietei fără gluten ca tratament standard pentru ADHD nu este recomandată. O analiză din 2017 a arătat că dieta de eliminare a câtorva alimente îi poate ajuta pe copiii prea mici pentru medicație sau care nu reacționează la medicație, pe când adaosul de acizi grași liberi sau diminuarea consumului de mâncare artificială cu coloranți nu sunt recomandate ca tratament standard pentru ADHD. Deficiențele cronice de fier, magneziu și iod pot avea impact negativ aspra simptomelor de ADHD. Există o mică cantitate de evidență că nivelurile mai mici de zinc pot fi asociate cu ADHD. În absența unei deficiențe demonstrate de zinc (care este rară în afara țărilor în curs de dezvoltare), adaosul de zinc nu este recomandat ca tratament pentru ADHD. Oricum, adaosul de zinc poate reduce minimumul de doză eficace de amfetamină atunci când este utilizat alături de amfetamină pentru tratarea ADHD. Există evidență a unui beneficiu modest al suplimentelor de acizi grași omega 3, dar nu se recomandă în locul medicației tradiționale.

## Prognoză
ADHD persistă la maturitate la în jur de 30–50% din cazuri. Cei afectați sunt înclinați să dezvolte metode de a face față situației pe măsură ce se maturizează, echilibrând așadar până la un anumite punct simptomele lor precedente. Copiii cu ADHD au un mai mare risc de răni neintenționate. Efectele medicației asupra deficiențelor funcționale și a calității vieții (e.g. risc redus de accidente) au fost descoperite de-a lungul diferitor domenii. Dar tulburările de învățare și deficiențele funcției executive nu par să reacționeze la medicația pentru ADHD.

## Epidemiologie
Se estimează că ADHD afectează 6-7% din persoanele în vârstă de 18 ani și mai mici dacă sunt diagnosticați potrivit criteriilor DSM-IV. Când sunt diagnosticați potrivit criteriilor ICD-10, procentul lor este estimat a fi de 1–2%. Copiii din America de Nord se pare că au o rată mai mare de ADHD decât copiii din Africa și Orientul Mijlociu; se crede că acest fapt se datorează diferențelor între metodele de diagnostic mai degrabă decât diferenței de frecvență. Dacă sunt folosite aceleași metode de diagnostic, ratele ar fi aproximativ aceleași în diferite țări. Tulburarea este diagnosticată de aproximativ trei ori mai des la băieți decât la fete. Această diferență între sexe poate oglindi fie o diferență de predispoziție, fie faptul că femeile cu ADHD sunt mai puțin diagnosticate decât bărbații.
Ratele de diagnostic și tratament au crescut atât în Regatul Unit cât și în Statele Unite începând cu anii 1970. Până în 1970, copiii erau diagnosticați rar cu ADHD pe când ratele din anii 1970 erau de aproximativ 1%. Se crede că așa a fost în primul rând din cauza schimbărilor modului în care condiția este diagnosticată și a cât de gata sunt oamenii în a voi să se trateze cu medicație mai degrabă decât din cauza unei schimbări reale în privința procentului de populație care are această condiție. Se crede că schimbările în criteriile de diagnostic din 2013 odată cu lansarea DSM-5 va crește procentul persoanelor diagnosticate cu ADHD, în special printre adulți.

## Istorie

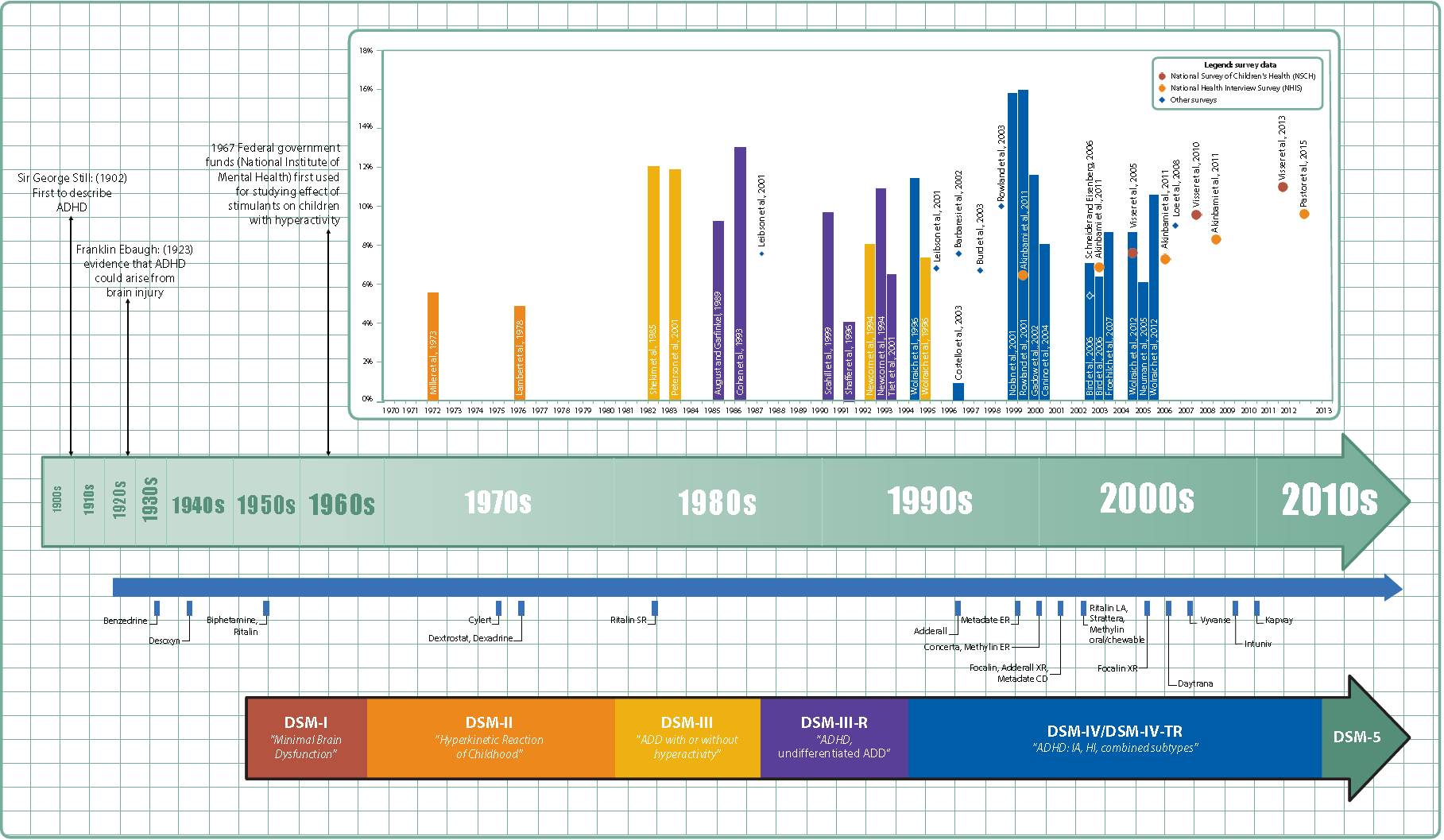
Cronologia criteriilor de diagnostic, răspânidrii și tratamentului ADHD-ului

Hiperactivitatea este demult parte a condiției umane. Sir Alexander Crichton descrie „agitația mintală” în cartea sa An inquiry into the nature and origin of mental derangement scrisă în 1798. Acesta a făcut constatări despre copiii care dau semne că sunt neatenți sau se agită. Prima descriere clară a ADHD-ului este atribuită lui George Still și a apărut în 1902 în timpul unei serii de cuvântări de la Colegiul Regal de Fizicieni din Londra. El a menționat că atât natura cât și alimentația pot influența această tulburare.
Tredgold a propus o asociere între vătămările creierului și problemele comportamentale și de învățare, asociere ce a putut fi confirmată de epidemia letargică de encefalită (1917-1928).
Terminologia utilizată pentru a descrie condiția s-a schimbat de-a lungul timpului și s-a manifestat în felul următor: în DSM-I (1952) „disfuncție minimală a creierului”, în DSM-II (1968) „reacție hiperkinetică a copilăriei” și în DSM-III (1980) „tulburare de deficit de atenție (ADD) cu sau fără hiperactivitate”. În 1987, acesta fost schimbat în ADHD în DSM-III-R, iar în 1994, DSM-IV a împărțit diagnosticul în trei subtipuri, ADHD tipul neatent, ADHD tipul hiperactiv-impulsiv și ADHD tipul combinat.  Acești termini au fost preluați de DSM-5 în 2013. Alți termeni folosiți în trecut au fost „avarie minimală a creierului” utilizat în anii 1930.
În 1934, Benzedrina a devenit prima medicație cu amfetamină aprobată pentru utilizare în Statele Unite. Metilfenidatul a fost introdus în anii 1950, iar dextroamfetamina enantiomer – în anii 1970. Utilizarea de stimulanți pentru tratarea ADHD-ului a fost descrisă pentru prima dată în 1937. Charles Bradley a dat copiilor cu tulburări comportamentale benzedrină și a observat că aceasta a dezvoltat performanța academică și comportamentul.
Până în anii 1990, multe studii „au sugerat că rețeaua prefrontală-striatală ca fiind mai mică la copiii cu ADHD”. În aceeași perioadă, o componentă genetică a fost identificată, iar ADHD a fost recunoscută ca fiind o tulburare persistentă, pe termen lung, care durează din copilărie până în timpul maturității. ADHD a fost împărțit în trei subtipuri ca urmare a unor cercetări ale lui Lahey și ale colegilor săi.

## Controverse
Într-un volum numit „ADHD nu există” tipărit la editura HarperCollins citat de versiunea electronica a The Times, neurologul american Richard Saul susține că ADHD nu este de natură neurologică fiind în fapt o suma de simptome dar nu o boală.
În același sens, încă din anul 2011, Dr. Russell A. Barkley, profesor de psihiatrie la Medical University of South Carolina, a afirmat că ADHD constă în tulburare de comportament și impulsivitate etichetate în mod curent ca boala ADHD, deși, în fapt, această simptomatologie trebuie analizată printr-o anamneză completă a pacientului și o buna cunoaștere a antecedentelor familiale și a istoricului pacientului, neexistând teste de natură medicală sau neurologică care ar putea indica prezența ADHD.